# Calanthe emeishanica
Calanthe emeishanica là một loài thực vật có hoa trong họ Lan. Loài này được K.Y.Lang & Z.H.Tsi mô tả khoa học đầu tiên năm 1982.